# Garz/Rügen

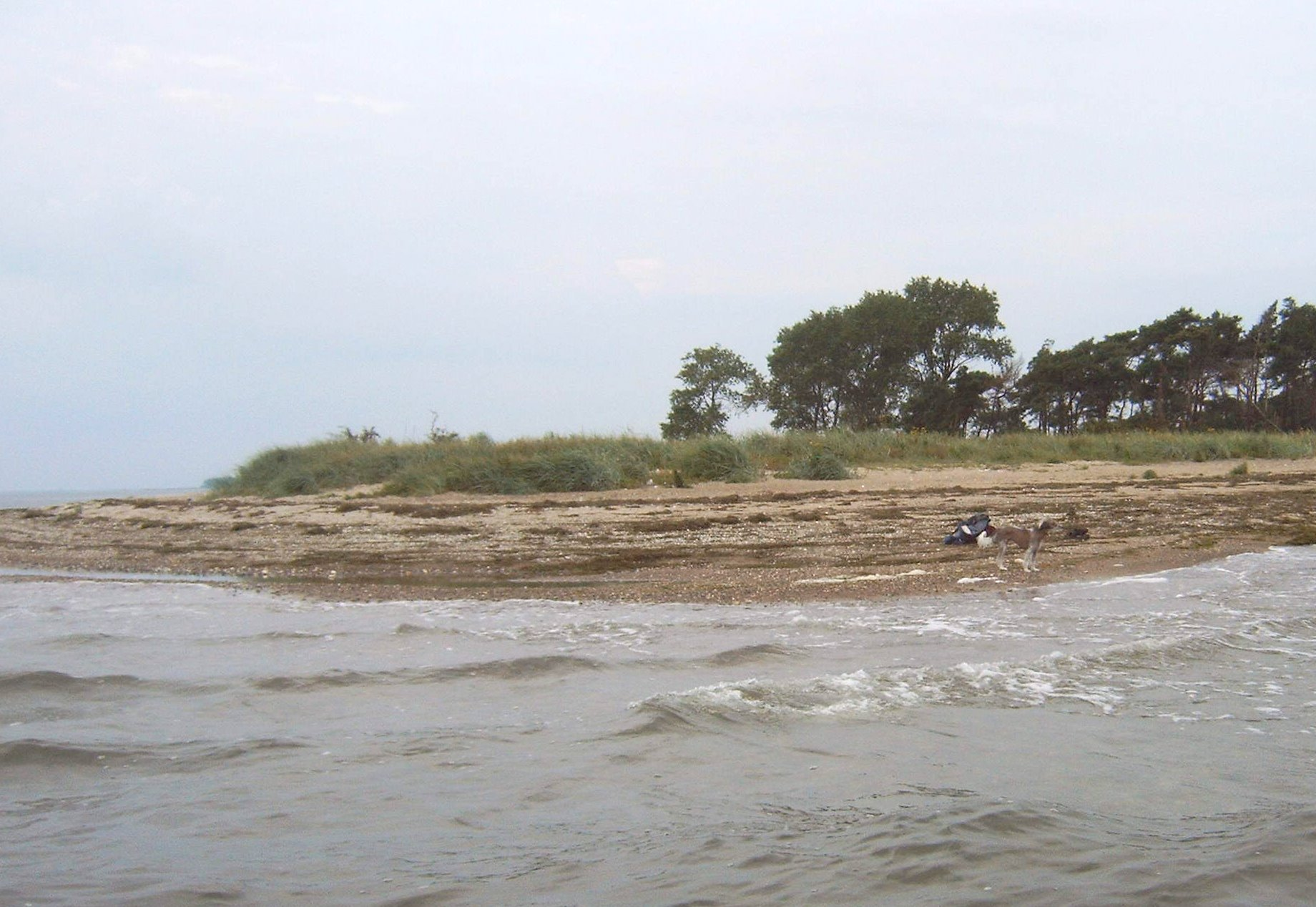
Strand des Greifswalder Boddens am Palmer Ort beim Ortsteil Grabow

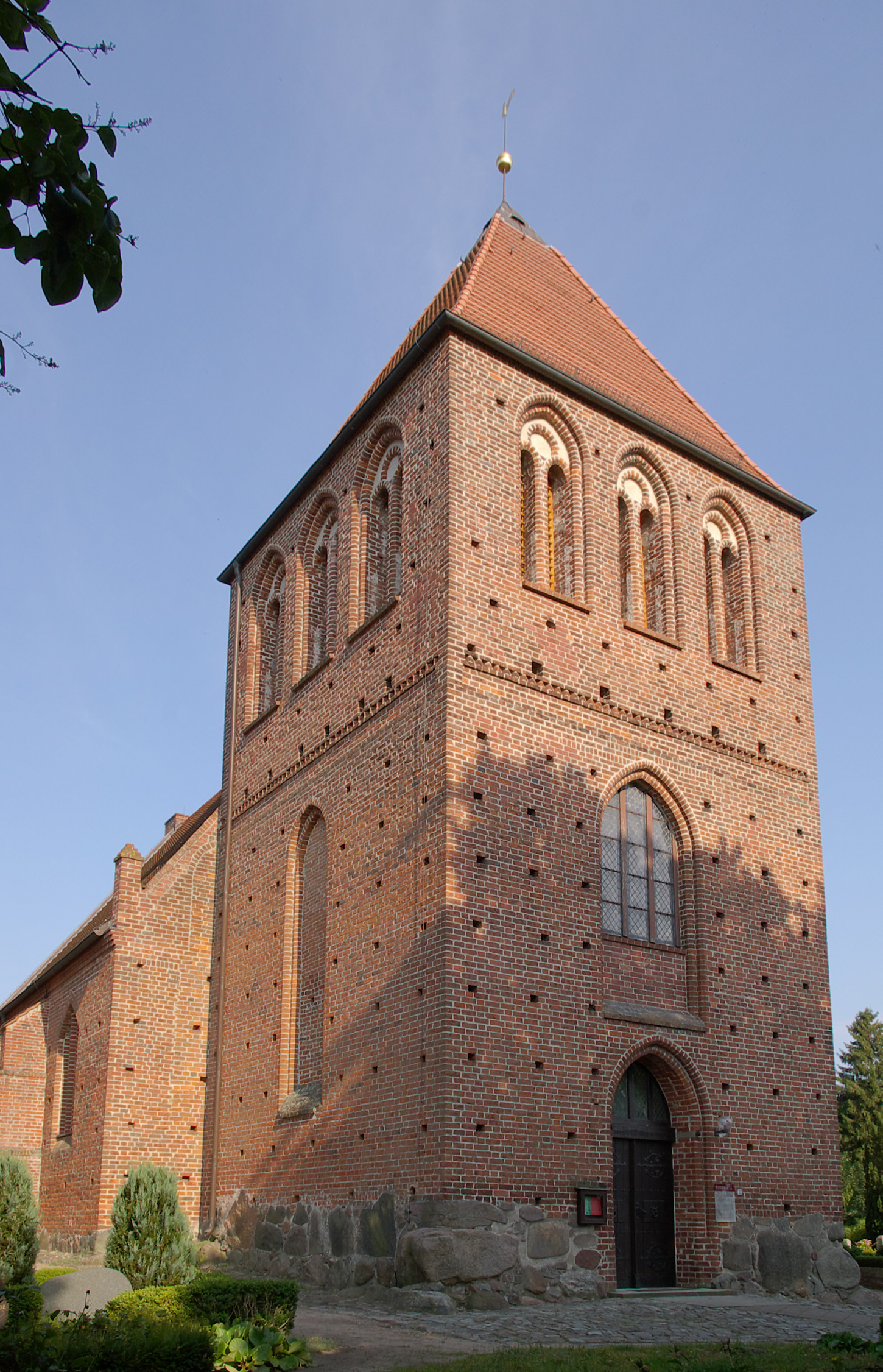
Turm der St.-Petri-Kirche

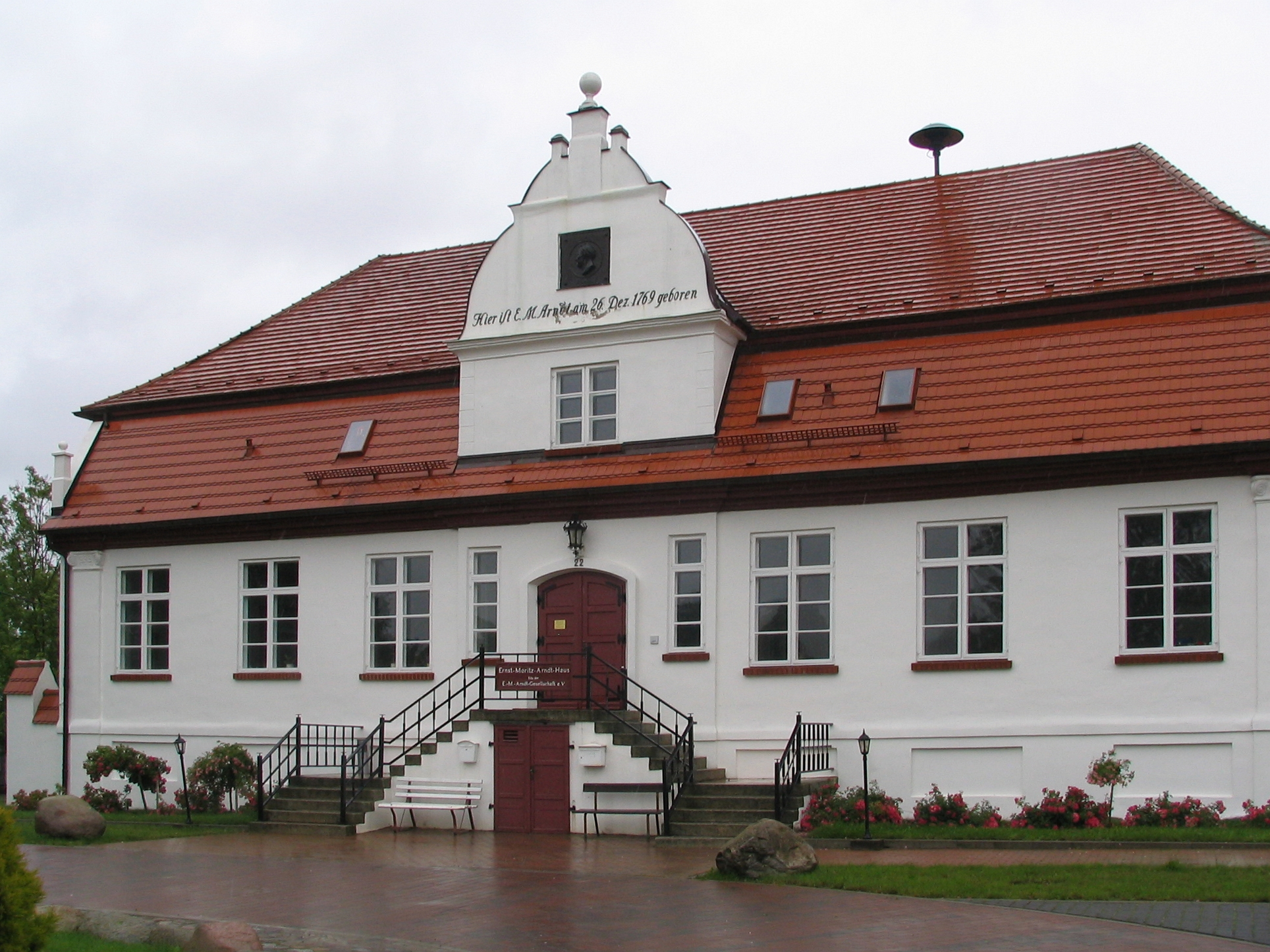
Geburtshaus von Ernst Moritz Arndt in Groß Schoritz

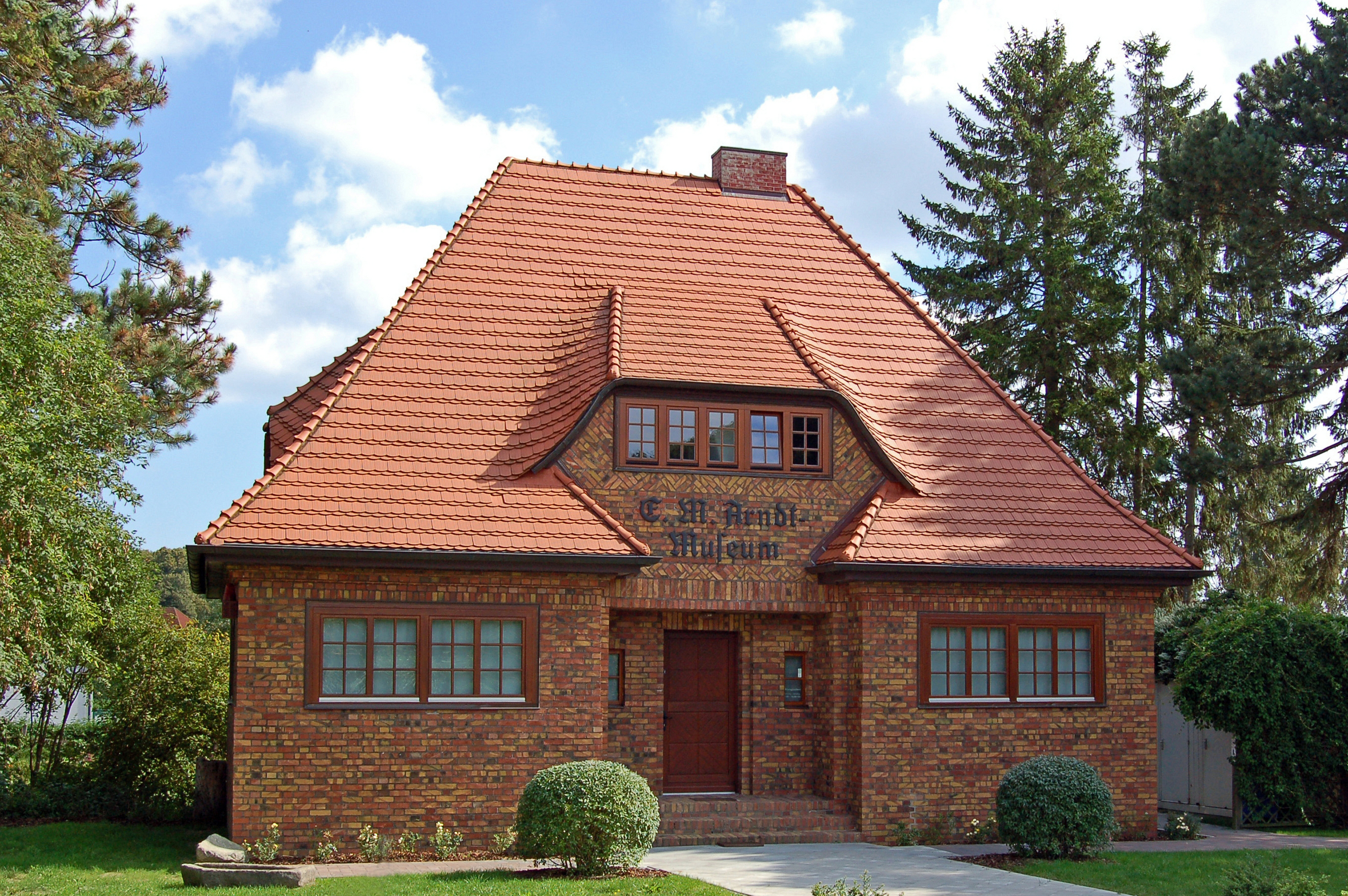
Ernst-Moritz-Arndt-Museum

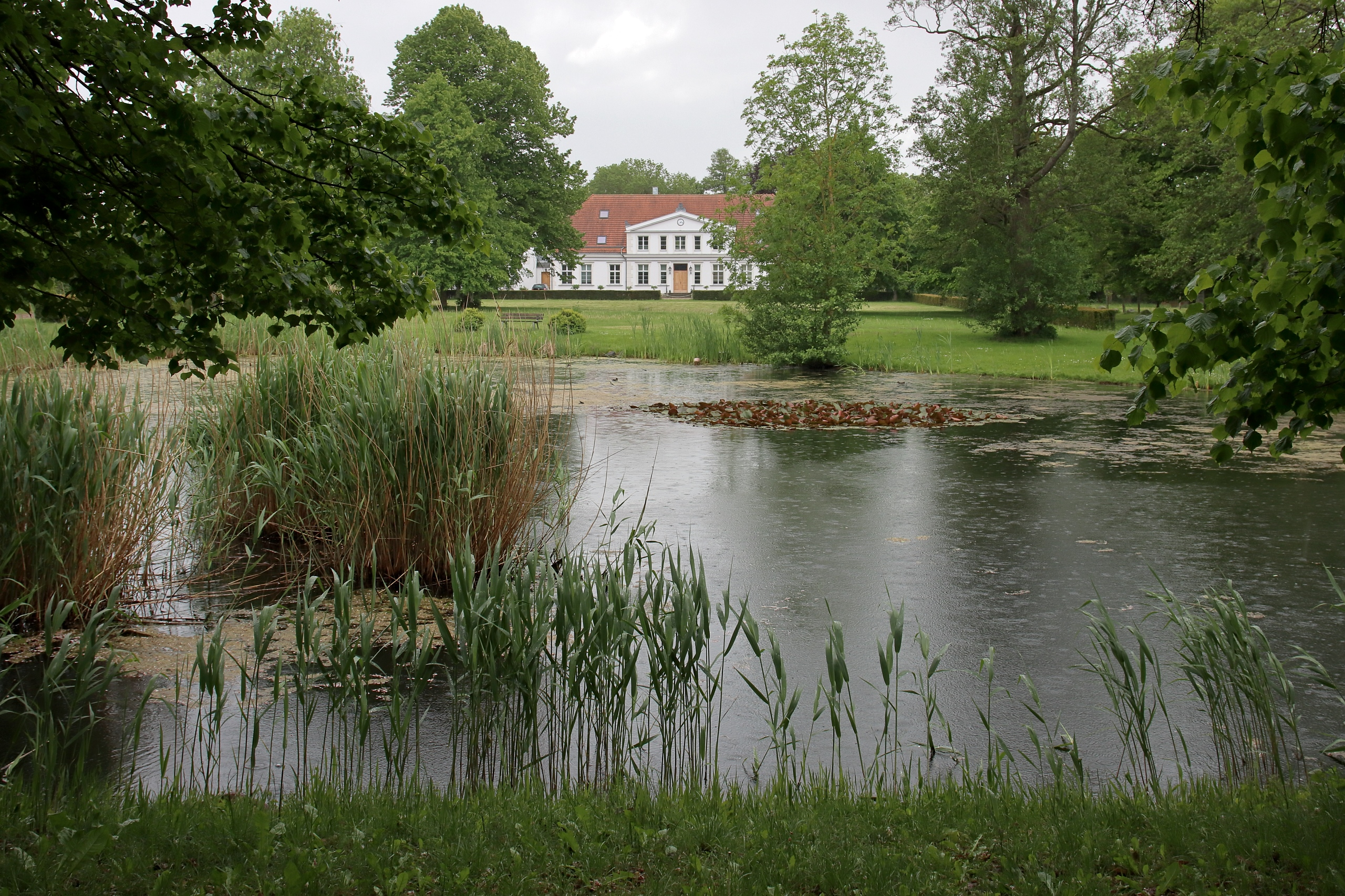
Gut Rosengarten

Garz/Rügen ist eine Landstadt im Landkreis Vorpommern-Rügen in Mecklenburg-Vorpommern. Die Stadt wird vom Amt Bergen auf Rügen mit Sitz in der gleichnamigen Stadt verwaltet, für seine Umgebung bildet Garz ein Grundzentrum.

## Geografie

### Geografische Lage
Garz liegt im Süden der Insel Rügen, etwa fünf Kilometer von der Küste entfernt. Die Umgebung ist flachwellig, die höchste Erhebung ist der Kanonenberg mit 34 m ü. NHN. Die Entfernung nach Stralsund beträgt 22 Kilometer, nach Bergen auf Rügen 12 Kilometer. Seit 2004 gehört die Halbinsel Zudar zur Stadt. Südlich von Garz liegt mit dem Garzer See einer der wenigen größeren Seen auf der Insel Rügen.

### Stadtgliederung
Zur Stadt Garz/Rügen gehören folgende Ortsteile:
| - Bietegast - Buhse - Dumsevitz - Foßberg - Freudenberg - Garz/Rügen - Glewitz - Grabow | - Groß Schoritz - Gützlaffshagen - Heidekaten - Heidenfelde - Karnitz - Klein Stubben - Kniepow - Koldevitz | - Kowall - Losentitz - Maltzien - Palmer Ort - Poltenbusch - Poppelvitz - Rosengarten - Schabernack | - Silmenitz - Smitershagen - Swine - Tangnitz - Wendorf - Zicker - Zudar |

## Geschichte

### Garz
Name
Als Karennz, Kerentia oder Charenza wurde 1168 bzw. 1234 eine hart umkämpfte slawische Burg bezeichnet. 1327 stand in einem Stadtsiegel noch Chertz in Ruya (Rügen). Der Name Garz aber stammt wohl eher vom slawischen Wort gard und bedeutet Burg (wie bei Stargard), was als gardec dann kleine Burg heißt oder auch befestigter Ort.
Ältere Geschichte
Um die Zeitenwende waren die Bewohner Rügens vom Stamm der ostgermanischen Rugier, denen ab dem 7. Jahrhundert die westslawischen Ranen folgten. Im 11./12. Jahrhundert existierte als Fürstensitz eine slawische Burganlage mit Wall und Siedlung. Der bis heute gut erhaltene Burgwall wurde von der Geschichtsschreibung des 19. und 20. Jahrhunderts mit dem legendären Fürstensitz Charenza gleichgesetzt. Neuere interdisziplinäre Forschungsergebnisse aus den Jahren 2004 und 2005 haben aber ergeben, dass der Burgwall bei Venz (zwischen Gingst und Trent an der Neuendorfer Wiek) mit bedeutend größerer Wahrscheinlichkeit die Fürsten- und Tempelburg Charenza war, die am 16. Juni 1168 – einen Tag nach der Eroberung der Tempelburg am Kap Arkona – dem dänischen König Waldemar I. und seinem Heerführer Bischof Absalon von Roeskilde nach vorausgegangenen Verhandlungen kampflos übergeben wurde.
1168 zerstörten die christlichen Dänen die Burganlage in Garz ebenso wie den Svantovit-Tempel im Burgwall am Kap Arkona. Ab 1240 siedelten deutsche Kolonisten, und die Ortschaft Garz entstand. Rügenfürst Wizlaw III. verlieh Garz das Stadtrecht (civitatis Gartz). Die kleine Kommune wurde 1316 und 1319 erstmals erwähnt. Obwohl 1319 Bürger und Ratsmannen der „Novae civitatis“ (= der neuen Stadt) Garz urkundlich belegt sind, ist das genaue Datum der Stadtrechtsverleihung bis heute nicht bekannt. Damit gilt sie als die älteste Stadt der Insel Rügen. Die im 14. Jahrhundert errichtete Stadtkirche St. Petri gehörte zunächst zum dänischen Bistum Roskilde.
1325 kam Rügen mit Garz zu Pommern, 1478 wurde Rügen mit Pommern vereinigt, und nach dem Dreißigjährigen Krieg kam 1648 durch den Westfälischen Frieden Garz zu Schweden. 1815 wurde durch den Wiener Kongress Garz eine preußische Stadt.
Um 1648 wurde der Spitzturm der Kirche bei einem Sturm zerstört und durch den heutigen flachen Turm ersetzt. 1765 vernichtete ein großer Stadtbrand viele Häuser. Die älteren, zumeist traufständigen Bürgerhäuser wurden danach errichtet.
Neuere Geschichte
1930 wurde durch den Diabetologen Gerhardt Katsch in Garz das erste Heim für die klinische und sozialmedizinische Betreuung von Diabetikern in Deutschland gegründet. Nach dem Umzug der Einrichtung nach Karlsburg in Vorpommern verblieb eine Außenstelle des Karlsburger Institutes in Garz als Ferienlager für die Betreuung von diabetischen Kindern während der Sommerferien.
Der Ortskern von Garz wurde im Rahmen der Städtebauförderung seit 1991 grundlegend saniert. In der Nähe von Garz betreibt die Deutsche Telekom seit 1993 eine Sendeanlage.
Von 1818 bis 1947 war Garz Teil des Landkreises Rügen in der preußischen Provinz Pommern, dann bis 1952 im Land Mecklenburg. Von 1952 bis 1955 lag die Stadt im Kreis Putbus des neu gegründeten DDR-Bezirks Rostock. Der Kreis Putbus wurde am 1. Januar 1956 mit dem Kreis Bergen zum Kreis Rügen vereinigt. Von 1956 bis 1990 gehörte Garz zum Kreis Rügen im Bezirk Rostock, 1990 bis 2011 zum Landkreis Rügen im Land Mecklenburg-Vorpommern. Seit der Kreisgebietsreform 2011 liegt die Stadt im Landkreis Vorpommern-Rügen.

### Ortsteile
Bietegast
Gut Bietegast fand sich im Besitz des Klosters St. Jürgen am Strande in Stralsund. Die Güter-Adressbücher von Pommern benennen 395 ha Fläche. Die Verwaltung führte ein Pächter.
Buhse
Der Hof Buhse A mit 47 ha sowie der Hof Buhse B mit 35 ha waren Teil des Güterkomplexes Losentitz mit dem Eigentümer Otto jun. von Dycke (1862–1935), der 1905 als Offizier diente und lange in Berlin lebte. Mit ihm erlosch genealogisch die Familie. Die Höfe blieben in Pacht.
Dumsevitz
Das 662 ha Gut Dumsevitz nutzte der Pächter Erich Putzier. Die Flächen waren Nebenbesitz des Rittergutes Groß Schoritz und standen bis 1944 im Eigentum der großen Herrschaft zu Putbus.
Foßberg
Hof Foßberg besaß eine Größe von 38 ha, Pächter zu Beginn des 20. Jahrhunderts war Herr Päplow. Zu DDR-Zeiten wurde im Ortsteil Foßberg ein Kinderferienlager errichtet und betrieben, das nach 1990 dem Verfall preisgegeben wurde.
Freudenberg
Um 1860 war die gutsherrliche Gemarkung von Freudenberg Teil der Besitzungen derer von Dycke-Losentitz.
Glewitz
Die Fähranstalt wurde bereits 1844 in der Literatur des aufkommenden Fremdenverkehrs auf Rügen und damit im alten Fischerdorf aufgeführt.
Groß Schoritz
Groß Schoritz wurde 1318 erstmals urkundlich erwähnt.
Gützlaffshagen
Hier in Gützlaffshagen betrieb Familie E. Guse eine landwirtschaftliche Fläche von 35 ha.
Heidekaten
1743 ersterwähnt als Heidekathen und 1829 in standardisierten Karten verzeichnet. Das Areal ist fusioniert in Silmenitz.
Heidenfelde
Der 38 ha kleine Hof wurde durch die Landwirtin Luise Behm unterhalten.
Karnitz
Das Gut war bis zum Ende des 16. Jahrhunderts im Besitz und ein Nebengut der Familie von Kahlden und seit Mitte des 18. Jahrhunderts im Besitz des alten auf Rügen angesessenen Geschlechts von Usedom. 1834/35 wurde das Herrenhaus Karnitz als Jagdschloss für Guido von Usedom erbaut. Der Gutshof war entfernt von Schloss und Park eingerichtet. Nach Guido von Usedoms Tod erbte seine Tochter Hildegard das Anwesen. Das Gut wurde Walzengut, es hatte ständig wechselnde Besitzer. Besitzer waren von Ruperti (ab 1868) und den Chemiker Dr. phil. Karl Ludwig Alexander Freiherr von Vietinghoff gen. Scheel (ab 1928). Er konnte das Gut nach Eigenangaben nicht bis zur Bodenreform halten und lebte mit seiner Familie dann nach 1945 in München, der Sohn in New York. Nach 1945 war das Schloss Wohnhaus und Gaststätte. Nach 1991 wird es als Wohn-, Ferien- und Geschäftshaus genutzt.
Klein Stubben
Die mehrfach publizierten Landwirtschaftlichen Adressbücher benennen in Klein Stubben den 113 ha Hof der Familie H. Bunge.
Kniepow
1844 hatte Kniepow neun Einwohner. Es ist eine Meierei nachgewiesen und ein Hüfner. Anfang des 20. Jahrhunderts war der wissenschaftliche Stand, das einzig auf Rügen in Kniepow ein kleiner Fund einer römischen Münze an Vorkommen vorlag.
Koldevitz
In Urkunden taucht Koldevitz 1314 als Colovitze und 1318 als Koldevitze auf.
Kowall
Ende des 18. Jahrhunderts besaß die pommersche Adelsfamilie von Braun etwa für eine Generation das Gut Kowall auf Rügen. Der örtliche Gutsherr Gottfried Christian von Braun-Kowall war mit Maria Juliana von Welzin verheiratet. Später kam Kowall in bürgerliche Hand, nach alten Matrikeln an die Familie Tiburtius, die auch Kreisverordnete stellen.
Losentitz
Das Gut Losentitz war im Besitz der Familien von Berglasen (16. Jahrhundert), des schwedischen Grafen Axel von Löwen (bis 1767) und von Dy(c)ke (erbjuristisch formell bis weit nach 1939). Den 6 ha großen Landschaftspark ließ der Generalmajor in schwedischen Diensten, Moritz von Dyke, von 1794 bis 1811 anlegen. Auch Otto sen. von Dycke, u. a. Präsentant der Rügenschen Ritterschaft, wuchs hier auf. Sein Nachfolger war, geboren 1835, bis 1874 Albert von Dycke. Dycke-Losentitz war verheiratet mit Elise von Pommer Esche (1840–1926), sie heiratete in zweiter Ehe den Staatsminister Rudolph von Delbrück. Das zweigeschossige Gutshaus entstand um 1892. Der Bau ist dem Erben Otto jun. von Dycke-Losentitz zuzuordnen, der seine Schulzeit zuvor auf der bekannten Klosterschule Ilfeld abschloss und dann zum Militär ging.
Maltzien
Erstmals erwähnt wurde der Ort 1314 als Maltzin. Spätestens mit dem Sohn des Ritters Nikolaus von Kahlden, 1313, gelang Maltzien in die Hände des zum Rügenschen Uradel zählenden Adelsgeschlechts. Diese Entwicklung geht bis zur Mitte des 19. Jahrhunderts. Maltzien wurde der Hauptsitz der Familie. Aus der Stammlinie heraus bilden sich die Linien Maltzien, Maltzien-Savenitz, Maltzien und Maltzien-Neklade. Das Verkaufsjahr ist dann auf 1859 datiert. Letzter der langen Ahnenreihe war der Major Karl von Kahlden-Neklade (1822–1894), verheiratet mit der Konsulstochter Clara Kempe. Ihre ersten vier Kinder werden alle noch in Maltzien geboren, die anderen dann in Berlin. Auch die Schriftstellerin Naëma von Kahlden stammt aus Maltzien. 1888 heiratete Magda von Kahlden-Neklade (1866–1952) in Maltzien den Gutsbesitzer Ernst von Berg-Dubkevitz, Hauptwohnsitz war aber schon lange Neklade. Zu Beginn des 20. Jahrhunderts besaß das Rittergut eine Fläche von 356 ha und stand im Besitz der Familie Max Venzmer, nachfolgend bei Karl Steinfurt mit 273 ha. Das Gutshaus aus der zweiten Hälfte des 19. Jahrhunderts mit seinen markanten Treppengiebeln war nach 1945 Schule sowie Wohn- und Gewerbehaus.
Palmer Ort
Bereits 1883 skizziert die damalige Ausgabe des Baedeker die Gemarkung Palmer Ort in seinem touristischen Reiseführer. Um 1909 wurden Strandamtsvorsteher bestellt, im konkreten Fall Domänenpächter Röhl aus Zeiten.
Poppelvitz
Gut Poppelvitz mit einem Umfang von 386 ha gehörte vor 1920 dem General Albano von Jacobi. Er war zugleich Präses der General-Ordens-Kommission. Nachfolgend bewirtschaftete die Familie Holst die Begüterung.
Rosengarten
Gut Rosengarten liegt gut zwei Kilometer südöstlich des Ortskerns von Garz. Es hat eine lange und wechselvolle Geschichte. Bereits 1318 wurde es erstmals urkundlich erwähnt. 1903 wurde bei Bohrungen die Hertha-Quelle entdeckt. Der Landschaftspark ist inzwischen denkmalgeschützt. 
Schabernack
Die Ortschaft wurde im Kontext mit mittelalterlichen Funden als Wendekirchhof bezeichnet.
Silmenitz
1344 wurde laut Dokument des Klosters Eldena der Mynower Wald nebst der Insel Kalverdanz mit Silmenitz als Flur vereinigt. Silmenitz war Teil des Gutes Schoritz-Dumsevitz, welches 1767 vom Grafen Löwen an Malte Friedrich zu Putbus.
Smitershagen
Das Gutsareal Smitershagen war Mitte des 19. Jahrhunderts zum adeligen Besitz Losentitz zugehörig.
Swine
In Swine bestand ein von H. Jubelt betreutes 162 ha Hofgrundstück, Eigentümer die Jakobikirche in Stralsund.
Zicker
Das hiesige Gut war eine Nebenbesitzung der von Kahldenschen Begüterungen im Südosten der Insel Rügen. Ein Henning von Kahlden (1500–1531) gründete vor Ort eine eigene Familienlinie Zicker, die über mindestens zweihundert Jahre das Gesamtgeschehen prägte. Mit Philipp Christian von Kahlden (1679–1732) und dessen Ehefrau Eleonore Charlotte, geborene von Bohlen-Presenske, geht diese Tradition weiter und führt in die nächste Hände. Ihr Sohn, der Generalmajor in Preußen, Henning Alexander von Kahlden eröffnet in Gottberg einen weiteren Besitzzweig. Erbe auf Zicker wurden Balthasar von Kahlden-Normann und dessen Sohn Carl August Ferdinand von Kahlden-Normann (1801–1866), königlich preußischer Regierungsrat, der Zicker wiederum 1836 mit Tangritz veräußerte. 1838 erwirbt der Stralsunder Schiffbaumeister Jacob Hecht das Gut Zicker im Kirchspiel Zudar.
Das 410 ha Gut Zicker war im ersten Drittel des 20. Jahrhunderts zeitweise im Besitz von Otto Mauritz.
Zudar
Zudar gehörte vor 1939 mit Zicker, Popplevitz und Grabow zu einem Gemeindeverbund. In Zudar selbst war ein Hof das Eigentum der Kirchengemeinde und durch einen Pächter betrieben, hier Franz Ehrke aus Groß Schoritz. Weitere Höfe bestanden in den Gemarkungen Büse-Süd, Glewitz und Klein Schoritz.

### Eingemeindungen
Am 1. Januar 2001 wurde Groß Schoritz und am 13. Juni 2004 Zudar auf der gleichnamigen Halbinsel in die Stadt Garz/Rügen eingemeindet.

## Bevölkerung
| Jahr | Einwohner |
| ---- | --------- |
| 1990 | 1919      |
| 1995 | 1815      |
| 2000 | 1738      |
| 2005 | 2605      |
| 2010 | 2343      |
| 2015 | 2213      |

| Jahr | Einwohner |
| ---- | --------- |
| 2020 | 2215      |
| 2021 | 2254      |
| 2022 | 2264      |
| 2023 | 2256      |

 Stand: 31. Dezember des jeweiligen Jahres
Der starke Anstieg der Einwohnerzahl 2005 ist auf Eingemeindungen zurückzuführen.

## Politik

### Stadtvertretung
Die Stadtvertretung von Garz besteht aus 12 Mitgliedern. Die Kommunalwahl am 9. Juni 2024 führte bei einer Wahlbeteiligung von 70,6 % zu folgendem Ergebnis:
| Partei / Wählergruppe   | Stimmenanteil 2019 | Sitze 2019 |  | Stimmenanteil 2024 | Sitze 2024 |
| ----------------------- | ------------------ | ---------- |  | ------------------ | ---------- |
| Bündnis für Garz (BfG)  | –                  | –          |  | 48,1 %             | 6          |
| CDU                     | 56,4 %             | 7          |  | 30,9 %             | 4          |
| Freie Wähler Garz (FWG) | 41,8 %             | 5          |  | 21,0 %             | 2          |
| FDP                     | 01,8 %             | –          |  | –                  | –          |
| Insgesamt               | 100 %              | 12         |  | 100 %              | 12         |

### Bürgermeister
- 1990–1991: Walter Schlör (CDU)
- 1991–1994: Klaus Koesling (CDU)
- 1994–1995: Olaf Pfäffle (SPD)
- 1995–2009: Klaus Meißner (SPD)
- 2009–2019: Gitta Gohla (Freie Wählergemeinschaft)[43]
- 2019–2024: Sebastian  Koesling (CDU)
- seit 2024: Julian Klinkenberg (Bündnis für Garz)

Koesling wurde in der Bürgermeisterstichwahl am 16. Juni 2019 mit 50,4 % der gültigen Stimmen gewählt. Bei der Bürgermeisterwahl am 9. Juni 2024 wurde Klinkenberg mit 66,4 % der gültigen Stimmen zu seinem Nachfolger gewählt. Seine Amtsdauer beträgt fünf Jahre.

### Wappen
Das Wappen wurde unter der Nr. 34 der Wappenrolle von Mecklenburg-Vorpommern registriert.
Blasonierung: „In Blau eine silberne Burg mit gezinnter Rundmauer, geöffneten goldenen Torflügeln und hochgezogenem goldenen Fallgatter, zwei niedrigeren Seitentürmen mit roten Kuppeldächern, Knäufen und je einem betagleuchteten Fenster sowie einem höheren, mittleren unbedachten Turm mit einem betagleuchten Fenster, auf dem ein goldener Mast steht mit einer dreilätzigen Fahne, die im silbernen Feld einen aufgerichteten roten Greifen zeigt.“
Das Wappen wurde 1994 vom Sagarder Gerhard Koggelmann neu gezeichnet.

### Flagge
Die Stadtflagge zeigt in drei senkrechten Streifen abwechselnd die Farben Blau – Weiß – Blau. Die blauen Streifen nehmen je ein Viertel, der weiße Mittelstreifen nimmt zwei Viertel der Flaggenlänge ein. Der Mittelstreifen ist belegt mit dem Stadtwappen, wobei sich die Höhe des Wappenschildes zur Höhe der Flagge wie 3:5 verhält. Höhe und Länge der Flagge verhalten sich zueinander wie 2:3.

### Städtepartnerschaft
Die Partnerstadt Norderney liegt in Ostfriesland und ist eine der Ostfriesischen Inseln, die dem Bundesland Niedersachsen vorgelagert sind. Die Städtepartnerschaft der beiden Städte wurde direkt nach der Wiedervereinigung Deutschlands im Jahre 1990 beschlossen.

## Sehenswürdigkeiten
→ Siehe auch Liste der Baudenkmale in Garz/Rügen
Garz
- Evangelische Stadtkirche St. Petri, Mitte des 14. Jahrhunderts im gotischen Stil aus Backsteinen erbaut. Die beiden östlichen Joche entstanden erst im 15. und 16. Jahrhundert. Um 1648 wurde der Spitzturm bei einem Sturm zerstört und durch den heutigen flachen Turm ersetzt.
- Bürgerhäuser, zumeist traufständig, ausschließlich aus der Zeit nach dem großen Stadtbrand von 1765 (Lindenstraße 1–2 und 4, Pfarrhaus, Wendenstr. 17, Lange Str. 13)
- Ernst-Moritz-Arndt-Museum, dem im heutigen Ortsteil Groß Schoritz geborenen Dichter gewidmet
- Slawischer Burgwall Garz, drei Tempel wurden 1168 zerstört, zählt zu den am besten erhaltenen in Deutschland

Groß Schoritz
- Gutshaus sowie Geburtshaus von Ernst Moritz Arndt

Karnitz
- Herrenhaus (Jagdschloss) Karnitz, historisierender Tudorstil, zweigeschossiger Putzbau von 1835 mit Mezzaningeschoss, Mittelrisalit und zwei flankierenden viergeschossigen Turmbauten, für Guido von Usedom erbaut

Losentitz
- Gutshaus Losentitz von um 1892

## Wirtschaft und Infrastruktur

### Unternehmen
In der Nähe von Garz betreibt die Deutsche Telekom AG seit 1993 eine Sendeanlage für UKW, TV und Richtfunk. Als Antennenträger kommt ein 190 m hoher, abgespannter Stahlfachwerkmast zum Einsatz (siehe auch: Rundfunk-Sendeanlagen auf Rügen). Die Anlage ist der Grundnetzsender für den Bereich Rügen und Stralsund. Abgestrahlt werden die Programme des NDR und privater Rundfunkveranstalter. Auch die DVB-T-Bouquets der öffentlich-rechtlichen Rundfunkanstalten werden von hier abgestrahlt. Am Ortsrand von Karnitz liegt Rügens mit über 6000 m Bahnlänge größter Golfplatz.

### Verkehr
- In Garz kreuzen sich die Landesstraßen L 29 von Stralsund nach Putbus und L 30 von Samtens zur Fähre Glewitz–Stahlbrode.

- Der Bahnhof Garz lag an der Bahnstrecke Altefähr–Putbus–Göhren.

- Der nächstgelegene Bahnhof ist Samtens an der Bahnstrecke Stralsund–Sassnitz.

- Im öffentlichen Personennahverkehr ist die Gemeinde durch die Verkehrsgesellschaft Vorpommern-Rügen mit der Linie 30 (Bergen–Putbus–Garz–Stralsund) angebunden. Weitere Busse verkehren in die abseits gelegenen Ortschaften.

- Die Stadt verfügt über ein gut ausgebautes Netz von Radwegen mit einer Länge von ca. 43 km.

## Persönlichkeiten

### Söhne und Töchter der Stadt
- Alexander Bernhard Kölpin (1739–1801), Arzt und Botaniker
- Ernst Moritz Arndt (1769–1860), Dichter und Abgeordneter der Frankfurter Nationalversammlung, in Groß Schoritz geboren
- Adolph Wilhelm Schack von Staffeldt (1769–1826), erster romantischer Dichter in Dänemark
- Friedrich Oom (1793–1849), Bürgermeister und Chronist der Stadt Barth
- Gustav Staude (1843–1909), Politiker, Oberbürgermeister von Halle, in Wendorf geboren
- Naëma Loesche (1854–1927), Schriftstellerin, in Maltzien geboren
- Max Schwing (1857–1909), deutscher Verwaltungsjurist und Politiker
- Johannes Steffen (1876–1965), Lehrer und Sportfunktionär
- Norbert Schwarz (* 1947), Schauspieler und Sprecher, Puppenspieler, Theaterleiter
- Gudrun Tiedge (* 1953), Politikerin (Die Linke)
- Thoralf Plath (1962–2017), Journalist und Sachbuchautor

### Mit Garz verbundene Persönlichkeiten
- Christian Pistorius (1763–1823), Schriftsteller, lebte in Garz
- Charlotte Pistorius (1777–1850), Dichterin, lebte in Garz
- Friedrich Paeplow (1860–1934), Politiker (SPD), in Garz aufgewachsen
- Gerhardt Katsch (1887–1961), Diabetologe, Mitbegründer der „Arndt-Stiftung Garz – Diabetikerheim“
- Heinrich Laag (1892–1972), evangelischer Theologe, 1931 bis 1934 Superintendent der Synode Garz/Rügen
- Alfred Lublin (1895–1956), Arzt im Diabetikerheim Garz
- Gerhard Mohnike (1918–1966), Arzt im Diabetikerheim Garz